# B-DNS

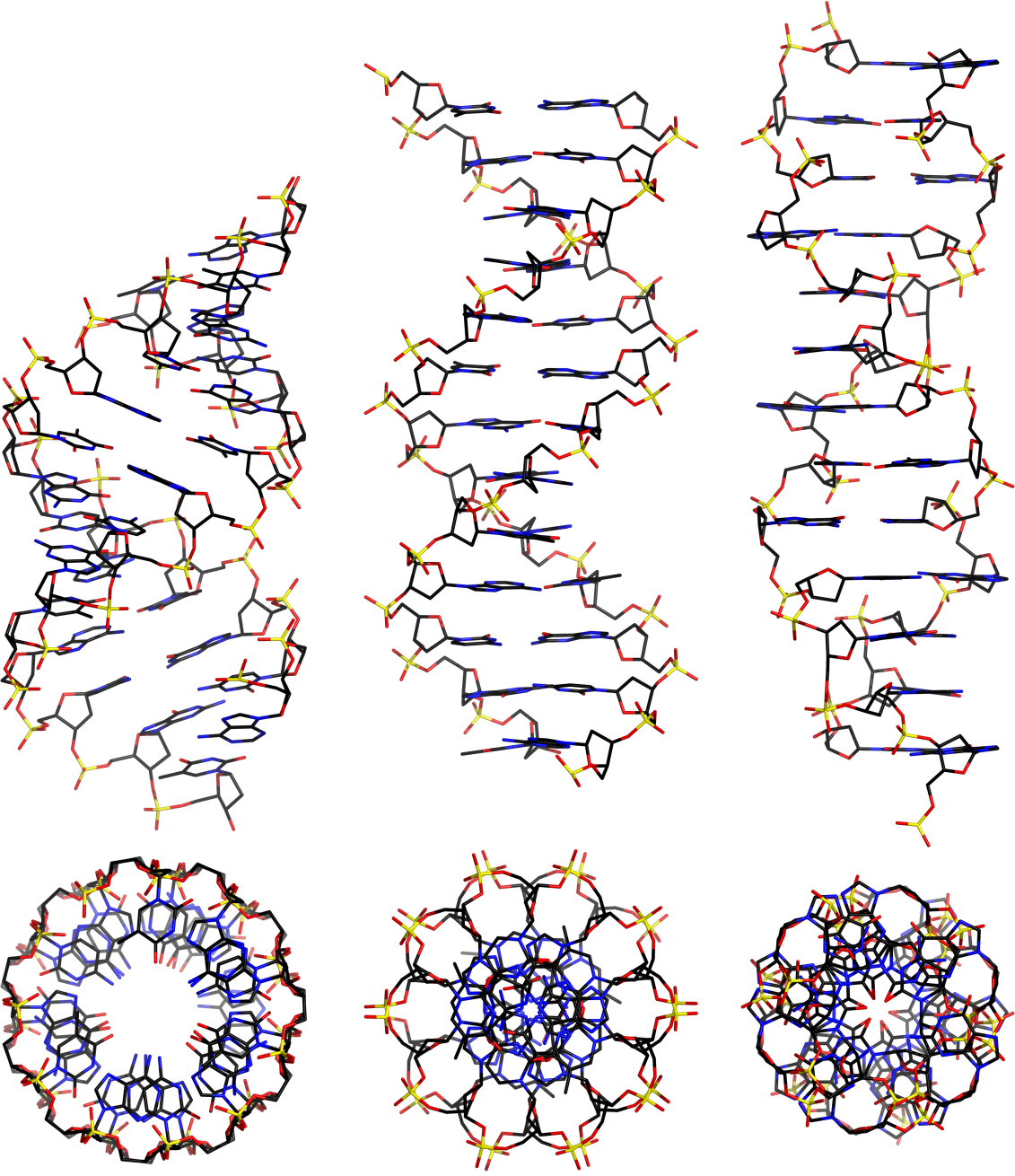
Az A-, B- és Z-DNS felül- és oldalnézetből

A B-DNS a dezoxiribonukleinsav egyik lehetséges kettőshélix-szerkezete.

## Jellemzői
A B-DNS jobbra forduló kétszálú DNS-szerkezet, mely az A-DNS-nél lazább, nukleobázisai a hélixtengelyre merőlegesek. A B-DNS a fiziológiás körülmények közt legjellemzőbb DNS-szerkezet, például a sejtek kromoszómáiban is így van jelen a DNS. További DNS-szerkezetek például az A-DNS, a Z-DNS, a hajtű-, a triplex, a kereszt alakú, a balra forgató Z, a tetraplex és az A-motívum. A lazább forma miatt a B-DNS-ben az A-DNS-nél kevesebb nukleobázis van fordulatonként, a nagy mélyedés sekélyebb, a kicsi mélyebb, és fordulatonként 30%-kal hosszabb.

## Kétszálú DNS-szerkezetek (dsDNS)

B-DNS

A hélixtengely helyzete G-C bázispárhoz képest az A-, a B- és a Z-DNS-ben

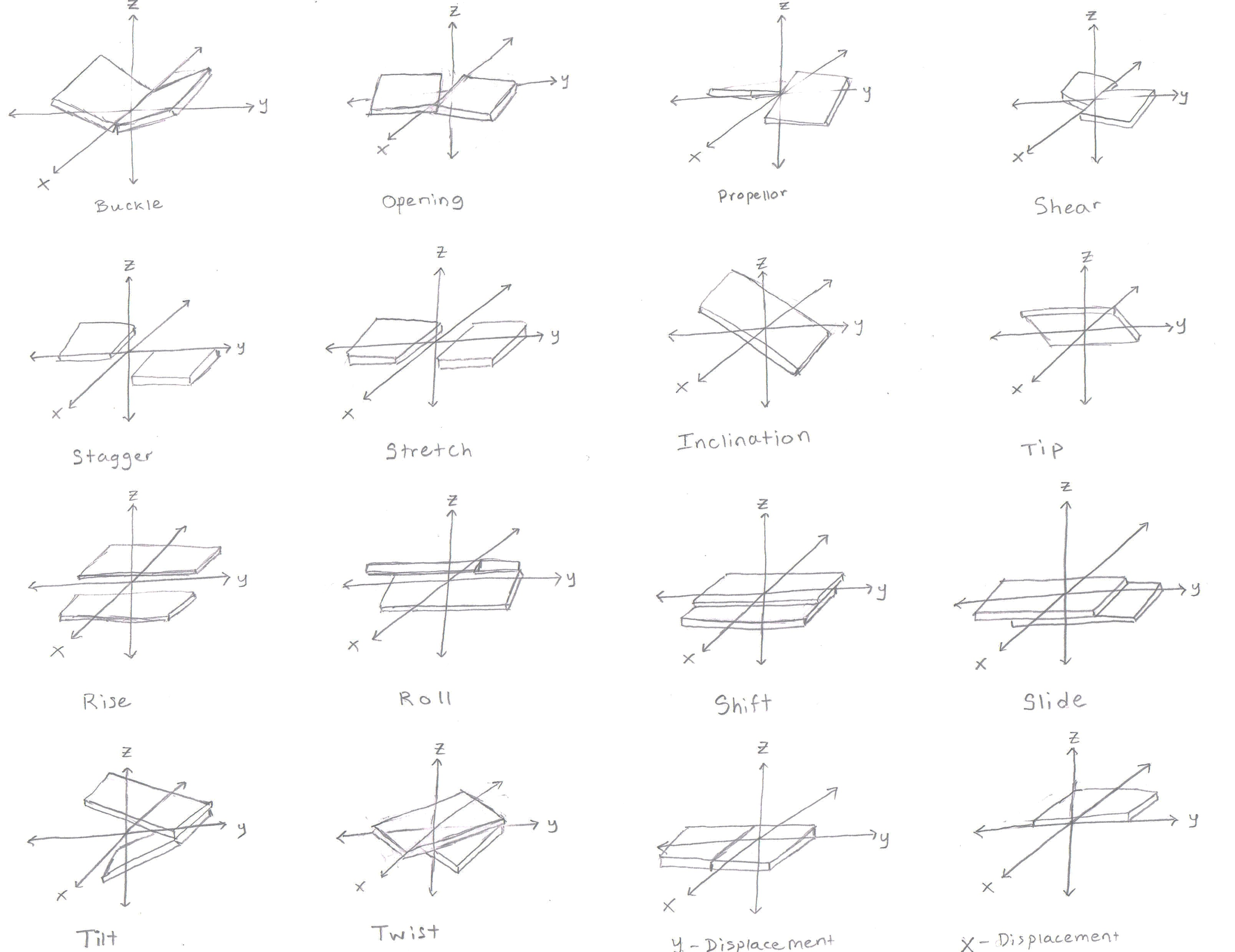
Bázispárszerkezetek

| Geometria                             | A-DNS            | B-DNS            | Z-DNS                        |
| ------------------------------------- | ---------------- | ---------------- | ---------------------------- |
| Hélixállás                            | jobbra forgat    | jobbra forgat    | balra forgat                 |
| Ismétlődő egység                      | 1 bázispár       | 1 bázispár       | 2 bázispár                   |
| Forgás/bázispár                       | 32,7°            | 34,3°            | 60°/2                        |
| Átlagos bp/fordulat                   | 11               | 10               | 12                           |
| Bázispár-inklináció                   | +19°             | −1,2°            | −9°                          |
| Tengelymenti emelkedés/bp             | 2,6 Å (0,26 nm)  | 3,4 Å (0,34 nm)  | 3,7 Å (0,37 nm)              |
| Fordulatonkénti emelkedés             | 28,6 Å (2,86 nm) | 35,7 Å (3,57 nm) | 45,6 Å (4,56 nm)             |
| Átlagos csavarodás                    | +18°             | +16°             | 0°                           |
| Glikozilszög                          | anti             | anti             | pirimidin: anti, purin: szin |
| Nukleotidok foszfát-foszfát távolsága | 5,9 Å            | 7,0 Å            | C: 5,7 Å, G: 6,1 Å           |
| Cukorhelyzet                          | C3'-endo         | C2'-endo         | C: C2'-endo, G: C3'-endo     |
| Átmérő                                | 23 Å (2,3 nm)    | 20 Å (2,0 nm)    | 18 Å (1,8 nm)                |

## Fordítás
Ez a szócikk részben vagy egészben  a   B-DNA című német Wikipédia-szócikk ezen változatának fordításán alapul.  Az eredeti cikk szerkesztőit annak laptörténete sorolja fel. Ez a jelzés csupán a megfogalmazás eredetét és a szerzői jogokat jelzi, nem szolgál a cikkben szereplő információk forrásmegjelöléseként.